# 三宅恆方
三宅恆方（日语：／ Tsunekata, Tunekata，1880年5月21日—1921年），日本昆蟲學學者。出生於石川縣金澤市，為三宅雪嶺的姪子。三宅恆方於1898年畢業於東京府立一中，隨後於1905年從東京帝國大學理學院動物學系畢業，至北海道大學攻讀研究生。 1907年，他在農科大學擔任助手，並於1916年升任農商務省農事試驗場昆蟲部主任，同年亦開始擔任農科大學實科講師。1919年，他被任命為農學部講師。
三宅恆方的研究專注於昆蟲學，曾師事松村松年。 1906 年三宅恆方在 《昆蟲學雜誌》發表〈臺灣產蝴蝶圖說〉， 介紹了 118 種臺灣產蝴蝶。

除了昆蟲學外，也是寺田寅彥的朋友，他還學習了中川八郎的繪畫技藝，並以隨筆作家聞名。三宅恆方的妻子是夏目漱石門下的作家三宅やす子，而他的女兒三宅艶子也成為了一位作家。然而，三宅恆方的生命短暫，他於1921年因傷寒去世，年僅42歲。
1. 1 2  農傳媒. . 農傳媒. 2021-02-20  [2024-12-22]. （原始内容存档于2024-05-24） （中文（臺灣））.
2. ↑  . dl.lib.ntu.edu.tw.   [2024-12-22]. （原始内容存档于2024-12-27）.
3. ↑  朱耀沂.  (PDF). 臺灣學通訊. 2014, 83: 16-17  [2024-12-21]. （原始内容存档 (PDF)于2024-12-28）.